# 威武陳元帥
威武陳元帥，又稱湯銘公，是發起於福建連江西莒島居民崇奉的神靈，其他的信徒則遍及福建（包含馬祖列島）、浙江、臺灣等福州籍或大陳籍住民或移民；因源於西莒島，故住民視其為西莒島的守護神。

## 神尊由來
威武陳元帥，譜名貞盤，字湯銘，號日新，以字行，為清初知名遊俠，人稱陳大哥，誤作陳大戈，也尊稱為陳將軍、陳尊侯，以昭穆推算「貞」字輩，為玉溪陳氏第25世。
據載，陳大哥生於明萬曆二十五年（西元1597年），為福建省福州府長樂縣鶴上鄉人，家世清白，個性急公好義，相傳為武科孝廉，清順治四年（西元1647年）由於當地長樂縣縣丞貪墨虐民，陳大哥號召民眾在官衙聚集，哭訴陳情，官方竟然派兵打殺民眾，陳大哥一怒之下，飛身入衙，刺殺惡官，其母聽聞此事，自盡以免牽累陳大哥，遺書命陳大哥攜妹（世稱貞姑）出海逃亡。陳大哥遭水師追捕，不願受清兵之辱，而自溺於海，遺體漂至白犬島（又作「白肯島」，「白肯」為閩語福州話「白犬」之擬音，今馬祖列島之西莒島），漁民們發現後，向陳大哥遺體祈禱，果然獲得滿船的「黃瓜魚」，於是帶回岸上埋葬，又由於岸上無棺木，乃購買大鐵鍋兩口，收殮遺體於鐵鍋中，並製作小墳。漁民只要向陳大哥墳墓祈禱者，無不滿載而歸，故眾人集資還願建廟，並因陳大哥託夢，而請堪輿師定穴於蝙蝠穴。其妹貞姑漂至浙江省岱山島東沙澳，村民建「貞姑祠」。
島民尊稱陳大哥為「威武陳將軍」，後神意指示，玉帝已將之封為元帥，故改稱「威武陳元帥」，大陳義胞稱「威武侯」（台州話：/ʔue33-u42-ɦiɤ311）、「威烈侯」（台州話：/ʔue33-lieʔ12-ɦiɤ311）。

## 神尊祖廟

### 簡介
馬祖列島的廟宇多為福州原鄉分靈進入馬祖，如臨水夫人、華光大帝、白馬尊王、五福大帝等，「威武陳元帥」是少數發源於馬祖列島，並分靈至福州其他地區、大陳、臺灣，甚至海外的神靈。如馬祖南竿鄉仁愛村天后宮中威武陳元帥神龕、長樂鶴上玉溪陳氏後裔迎請陳元帥分靈回長樂鶴上建立了「湯銘公祠」（威武堂）等，據連江縣政府莒光鄉公所之記載，甚至有分靈至浙江大陳島，後再隨居民遷徙而分布海外。故此廟具有祖廟之地位，譽為「西莒之光」。

該廟址位於馬祖列島莒光鄉西莒島青帆村74-2號（青帆港旁），廟號「玉封威武陳元帥」，設立威武陳元帥廟宇管理委員會。

### 祀典
- 元宵節擺暝大典：農曆正月初六至二月廿二日間由西莒島各村輪流時段祭祀。
- 祝壽大典：農曆二月廿二日（訂遇難日為壽誕[4]）。

### 事蹟
- 紫菜採集權：西莒島北岸有礁石稱「菜埔澳」，又作「菜埔印」，係屬於威武陳元帥之廟產禁地，其上多生長野生紫菜。每年農曆十月至正月廿二日經廟方公開標售紫菜之「採集權」，得標者方可採摘販售，標金則作為供奉香油。[5]

## 神尊分靈略記
- 中華民國福建省連江縣馬祖列島地區

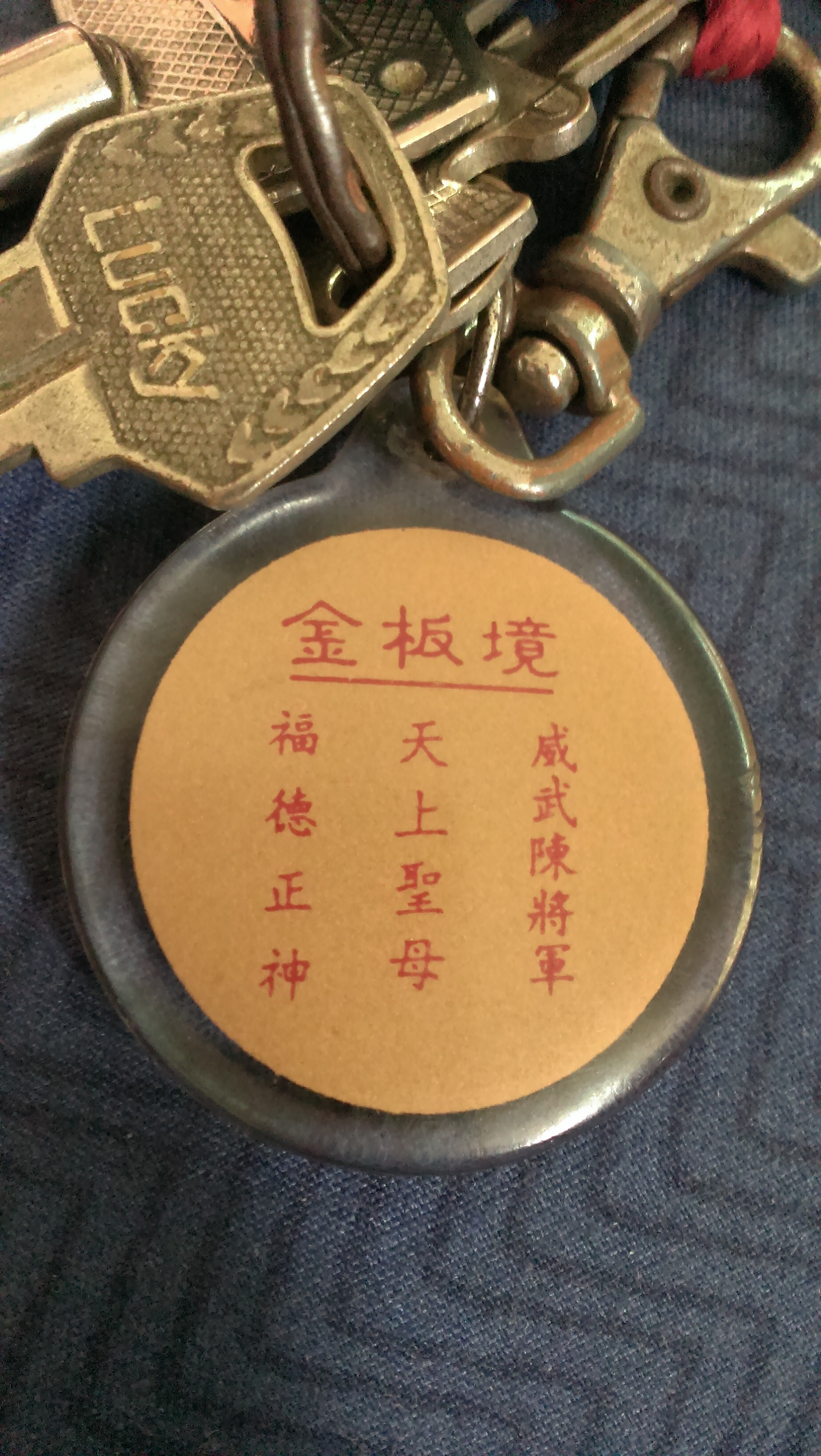
馬祖南竿鄉金板境天后宮所製鑰匙圈，龍邊為威武陳將軍，今神龕已更名為威武陳元帥

  - 馬祖連江縣南竿鄉「馬祖境天后宮」，廟中設有威武陳將軍神龕。
  - 馬祖連江縣南竿鄉「金板境天后宮」，偏殿設有「威武陳將軍」神龕（今已更名威武陳元帥），由海商分爐至此，廟中有清同治八年（西元1869年）鑄造的威武陳將軍香爐，廟址位於南竿鄉仁愛村59-2號[6]。
  - 馬祖連江縣北竿鄉「芹壁境天后宮」，稱「威武將軍」，廟址為芹壁村53號。長樂鶴上玉溪陳氏宗族遷此開發，帶入威武陳將軍香火[7]。
- 中華人民共和國福建省和浙江省地區
  - 福建省福州市長樂區鶴上鎮「湯銘公祠」，又名「威武堂」，由鶴上玉溪陳氏族人從馬祖列島西莒島迎請分靈。
  - 浙江省台州市大陳島「三山境廟」，位於下大陳大埔，於西元1933年重建。為明末清初由福建海商分爐至大陳島。
- 中華民國臺灣地區
  - 高雄市鳳山區的太平新村「威武廟」，由大陳義胞移入建立，記有威烈侯在馬祖之顯聖紀念碑。[8][9]
  - 高雄市大社區的和平新村「威武廟」，由大陳義胞移入建立。此廟的威烈侯係由白砂崙威武廟分靈。[10]
  - 高雄市茄萣區的南田新村「威武廟」，位於高雄市茄萣區白雲村白砂路5號。明末清初由福建漁商分爐至浙江大陳島原址在下大陳大埔「三山境廟」，民國42年(西元1953年)大陳義胞隨政府遷台將威烈侯移請此地。[11]於2005年10月赴馬祖西莒島進香尋根。[12]
  - 屏東縣高樹鄉的自強新村「威武廟」，位於該鄉鹽樹村自強路106-8號，為大陳義胞攜來信仰[13]。